# Le Mesnil-Robert
Le Mesnil-Robert (Ausspracheⓘ) ist eine französische Gemeinde mit 184 Einwohnern (Stand: 1. Januar 2022) im Département Calvados in der Region Normandie. Sie gehört zum Arrondissement Vire und zum Kanton Vire Normandie. Die Einwohner werden als Mesnil-Roberiens bezeichnet.

## Geografie
Le Mesnil-Robert liegt rund 60 km südwestlich von Caen. Umgeben wird die Gemeinde von Beaumesnil im Norden, Campagnolles im Nordosten und Osten, Vire Normandie im Südosten, Noues-de-Sienne im Süden sowie Landelles-et-Coupigny im Südwesten und Westen.

## Bevölkerungsentwicklung
| Jahr                             | 1793 | 1836 | 1876 | 1926 | 1946 | 1968 | 1990 | 2016 |
| Einwohner                        | 285  | 295  | 275  | 216  | 176  | 161  | 146  | 194  |
| Quelle: Cassini, EHESS und INSEE |      |      |      |      |      |      |      |      |

## Sehenswürdigkeiten
- Kirche Saint-Pierre aus dem 13. Jahrhundert; ein Marienbildnis im Inneren ist seit 1933 als Monument historique klassifiziert[3]